# Humptulips
Humptulips ist ein Census-designated place (CDP) im Grays Harbor County im Bundesstaat Washington (Vereinigte Staaten). Im Jahr 2000 hatte der Ort 216 Einwohner.

## Geographie
Humptulips liegt am Ufer des Humptulips Rivers und am U.S. Highway 101.
Nach den Angaben des United States Census Bureaus hat dieser CDP eine Fläche von 24,5 km², alles Land.

## Vorkommen in der Literatur
Humptulips wird in Tom Robbins’ Roman Another Roadside Attraction durch Mönche als Ausgangsbasis für Attentate verwendet.

## Demographie
Zum Zeitpunkt des United States Census 2000 bewohnten 216 Personen den Ort. Die Bevölkerungsdichte betrug 8,8 Personen pro km². Es gab 93 Wohneinheiten, durchschnittlich 9,8 pro km². Die Bevölkerung des Ortes bestand zu 79,17 % aus Weißen, 3,24 % Native American, 0,93 % Asian, 11,57 % gaben an, anderen Rassen anzugehören und 5,09 % nannten zwei oder mehr Rassen. 13,89 % der Bevölkerung erklärten, Hispanos oder Latinos jeglicher Rasse zu sein.
Die Bewohner von Humptulips verteilen sich auf 81 Haushalte, von denen in 39,5 % Kinder unter 18 Jahren lebten. 55,6 % der Haushalte stellten Verheiratete, 11,1 % hatten einen weiblichen Haushaltsvorstand ohne Ehemann und 24,7 % bildeten keine Familien. 16,0 % der Haushalte bestanden aus Einzelpersonen und in 1,2 % aller Haushalte lebte jemand im Alter von 65 Jahren oder mehr alleine. Die durchschnittliche Haushaltsgröße betrug 2,67 und die durchschnittliche Familiengröße 2,87 Personen.
Die Bevölkerung verteilte sich auf 27,8 % Minderjährige, 6,5 % 18–24-Jährige, 29,2 % 25–44-Jährige, 30,1 % 45–64-Jährige und 6,5 % im Alter von 65 Jahren oder mehr. Das Durchschnittsalter betrug 37 Jahre. Auf jeweils 100 Frauen entfielen 109,7 Männer. Bei den über 18-Jährigen entfielen auf 100 Frauen 105,3 Männer.
Das mittlere Haushaltseinkommen in Humptulips betrug 26.000 US-Dollar und das mittlere Familieneinkommen erreichte die Höhe von 22.188 US-Dollar. Das Durchschnittseinkommen der Männer betrug 38.125 US-Dollar, gegenüber 17.500 US-Dollar bei den Frauen. Das Pro-Kopf-Einkommen im CDP war 10.210 US-Dollar. 26,9 % der Bevölkerung und 32,7 % der Familien hatten ein Einkommen unterhalb der Armutsgrenze, davon waren 40,6 % der Minderjährigen und 23,5 % der Altersgruppe 65 Jahre und mehr betroffen.

## Herkunft des Namens
Der Name Humptulips kommt vermutlich aus der Sprache eines Indianerstammes vor Ort und bezieht sich entweder auf den schwer navigierbaren Humptulips River, den die Ureinwohner mit ihren Kanus nur erschwert befahren konnten oder, nach anderen Angaben, auf die Wortbedeutung "kühle Gegend". Der Name des Ortes stellt auch eine phonetische Doppeldeutigkeit im Englischen dar, die auf Oralverkehr anspielt.